# 1612 Гіроуз
1612 Гіроуз (1612 Hirose) — астероїд головного поясу, відкритий 23 січня 1950 року.
Тіссеранів параметр щодо Юпітера — 3,149.